# Будівельний батальйон
Будівельний батальйон або скорочено Будбат (рос. стройбат) — просторічна назва будівельного військового формування в СРСР і Росії. Будівельні війська входили до складу інженерних військ і були підпорядковані Заступнику міністра оборони СРСР з будівництва та розквартирування та іншим цивільним міністрам Союзу.
Для виконання завдань з розквартирування та облаштування військ (сил) у ЗС СРСР до складу військових округів (ВО) (флотів) і відповідних їм структур МВС СРСР і КДБ СРСР входили військово-будівельні управління (рос. ВСУ), аналогом яких у цивільному будівництві є будівельний трест.
Військово-будівельним управлінням підпорядковувалися управління інженерних робіт (УІР), яким підпорядковувалися управління начальника робіт (УНР) — аналоги цивільних будівельних управлінь.
Управлінням начальника робіт підпорядковувалися будівельно-монтажні ділянки (рос. СМУ), будівельні ділянки (рос. СУ), склади, бази транспорту та людські ресурси, зосереджені у військово-будівельних військових частинах округів, груп військ, флотів і інших об'єднань ЗС СРСР і цивільних міністерств.
Основною військово-будівельною частиною був військово-будівельний загін (рос. ВСО), що має статус військової частини — окремого батальйону, від чого і походить збірна просторічна розмовна назва «будбат», хоча даний термін існував раніше. Термін будівельний батальйон був офіційно виведений з обігу в 1970-х роках і введений термін «загін», який, в даному випадку, вказував на багатопрофільність застосування військово-будівельного підрозділу. Як виняток, в 80-ті роки термін будівельний батальйон застосовувався тільки в зарубіжних групах військ — наприклад в ГСВГ (57-ма військово-будівельна бригада) і в Обмеженому контингенті радянських військ в Афганістані (342-ге Управління інженерних робіт). Кожен із зазначених підрозділів складалася з декількох окремих будівельних батальйонів.